# Cosmosoma xanthosticta
Cosmosoma xanthosticta är en fjärilsart som beskrevs av George Francis Hampson 1898. Cosmosoma xanthosticta ingår i släktet Cosmosoma och familjen björnspinnare. Inga underarter finns listade i Catalogue of Life.